# Sekarsuli
Sekarsuli is een bestuurslaag in het regentschap Klaten van de provincie Midden-Java, Indonesië. Sekarsuli telt 2704 inwoners (volkstelling 2010).